# Afferente nervefibre
Afferente nervefibre er axonet i et afferent sensorisk neuron i det perifere nervesystem. Det er en lang proces der løber fra nervecellekroppen der bærer nerveimpulser fra sensoriske receptorer eller sanseorganer mod centralnervesystemet. Den modsatte vej af neural aktivitet er efferent ledning.
I nervesystemet er der en "lukket cirkel" af følelse, beslutning og reaktioner. Denne proces bliver gennemført gennem aktivitet af afferente neuroner, interneuroner og efferente motorneuroner.
En berøring eller smertefuld stimulus, eksempelvis, skaber en følelse i hjernen først efter informationen omkring stimulus rejser dertil via afferente nerveveje. Afferente neuroner er pseudounipolær neuroner der har et enkelt langt axon med en kort central og en lang perifer forgrening. Disse celler har ingen dendritter. De har en glat og rundet cellekrop. Lige på den anden siden af rygmarven, samles tusindvis af afferente neuronale cellekroppe i en hævelse i den dorsale rod kendt som radix posterior.
Afferente neuroners somaer er lokaliseret i ganglia i det perifere nervesystem, og disse cellers axoner bevæger sig fra ganglion til ganglion og føres tilbage til rygsøjlen. Majoriteten af disse er unipolære neuroner, idet de har et eneste axon der forlader cellekroppen og det sendes mod det sensoriske organ. Alle axonerne i den dorsale rod, der indeholder afferente nervefibre, bruges i transduktionen af somatosensorisk information. Somatosensoriske receptorere inkluder sanser såsom smerte, berøring, temperatur, kløe og stræk. Eksempelvis, en specifik muskelfiber kalder intrafusal muskelfiber er en type af afferent neuron der ligger parallel med ekstrafusal muskelfiber, og fungerer derfor som en strække-receptor ved at opdage muskellængden. Alle disse følelser rejser langs den samme generelle sti mod hjernen, fra radix posterior bevæger de sig til rygsøjlen. Fra rygsøjlen til medulla, der herfra fører til den mediale lemniscus i midthjernen. Herfra bevæger den sig til den primære somatosensoriske cortex i parietallappen.